# NGC 1455
NGC 1455 je galaksija u zviježđu Eridan.

## Vanjske poveznice
- SEDS: NGC 1455